# Horst Pakowski
Horst Franz Konstantin Pakowski (* 13. Juni 1937; † 21. August 2023 in Bonn) war ein deutscher Diplomat, der unter anderem zwischen 1996 und 1999 Botschafter der Bundesrepublik Deutschland in Irland sowie zuletzt von 1999 bis 2002 Botschafter in Luxemburg war.

## Leben
Pakowski begann nach einem Studium der Rechtswissenschaften den Vorbereitungsdienst für den höheren Auswärtigen Dienst und fand nach Beendigung der Attachéausbildung Verwendungen in der Zentrale des Auswärtigen Amtes in Bonn sowie verschiedenen Auslandsverwendungen. Als Legationsrat Erster Klasse war er 1972 Referent im Referat „Grundsatzfragen, Institutionen, Assoziierungen und innerer Ausbau der Europäischen Gemeinschaften“ des Auswärtigen Amtes, das zum 1. Oktober 1972 in Referat „Europäische Gemeinschaften: Grundsatzfragen, Institutionen, Assoziierungen und innerer Ausbau sowie Beziehungen zu den Staaten der EFTA, des Mittelmeerraumes und Afrikas“ umbenannt wurde. 1990 war er Leiter des Referats 233 (Koordinierung der internationalen Zusammenarbeit im Drogenbereich) im Auswärtigen Amt.
1996 löste Pakowski Martin Elsässer als Botschafter der Bundesrepublik Deutschland in Irland ab und bekleidete diesen Posten bis 1999, woraufhin er durch Gottfried Haas abgelöst wurde. 1997 besuchte der damalige Bundespräsident Roman Herzog auch anlässlich des 50. Jahrestages der Operation Shamrock  Irland und traf sich mit ehemaligen Shamrock-Kindern. Er selbst wurde daraufhin 1999 Botschafter in Luxemburg und übte dieses diplomatische Amt bis zu seinem Eintritt in den Ruhestand 2002 aus, woraufhin Roland Lohkamp sein dortiger Nachfolger wurde.
Nach seinem Eintritt in den Ruhestand engagierte er sich als Mitglied des Vorstandes des Caritasverbandes im Erzbistum Berlin.